# كارين بيلي (لاعبة كرة الشبكة)
كارين بيلي (بالإنجليزية: Karyn Howarth)‏ هي لاعبة كرة الشبكة أسترالية، ولدت في 28 يوليو 1986 في ملبورن في أستراليا.